# Tweede Kamerverkiezingen in het kiesdistrict Enkhuizen

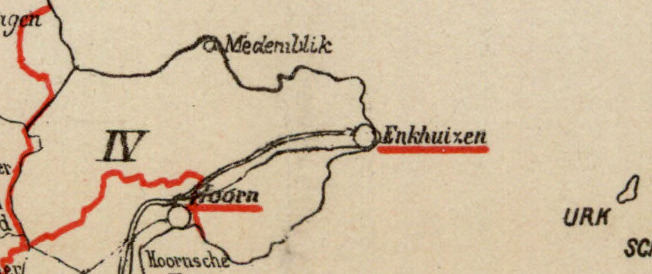
Kiesdistrict Enkhuizen (1888)

Tweede Kamerverkiezingen in het kiesdistrict Enkhuizen geeft een overzicht van verkiezingen voor de Nederlandse Tweede Kamer in het kiesdistrict Enkhuizen in de periode 1888-1918.
Het kiesdistrict Enkhuizen werd ingesteld na de grondwetsherziening van 1887. Tot het kiesdistrict behoorden de volgende gemeenten: Abbekerk, Andijk, Blokker, Bovenkarspel, Enkhuizen, Grootebroek, Hensbroek, Hoogkarspel, Hoogwoud, Medemblik, Midwoud, Nibbixwoud, Obdam, Opmeer, Opperdoes, Schellinkhout, Sijbekarspel, Spanbroek, Twisk, Urk, Venhuizen, Wervershoof, Westwoud, Wijdenes, Winkel en Wognum.
Het kiesdistrict Enkhuizen vaardigde één lid af naar de Tweede Kamer.
Legenda
- cursief: in de eerste verkiezingsronde geëindigd op de eerste of tweede plaats, en geplaatst voor de tweede ronde;
- vet: gekozen als lid van de Tweede Kamer.

## 6 maart 1888
De verkiezingen werden gehouden na vervroegde ontbinding van de Tweede Kamer.
|                  | 6 maart |
| ---------------- | ------- |
| Kiesgerechtigden | 4.283   |
| Opkomst          | 3.913   |
| Geldige stemmen  | 3.901   |
| Blanco stemmen   | 5       |
| Kandidaten       |         |
| D. Visser        | 2.150   |
| W. Bos           | 1.440   |
| T. Heemskerk     | 300     |

## 28 oktober 1890
Dirk Visser, gekozen bij de verkiezingen van 6 maart 1888, overleed op 4 oktober 1890. Om in de ontstane vacature te voorzien werd een tussentijdse verkiezing gehouden.
|                  | 28 oktober |
| ---------------- | ---------- |
| Kiesgerechtigden | 4.266      |
| Opkomst          | 3.533      |
| Geldige stemmen  | 3.521      |
| Blanco stemmen   | 7          |
| Kandidaten       |            |
| J. Zijp          | 1.942      |
| W. Bos           | 1.357      |
| N. Sluis         | 190        |

## 9 juni 1891
De verkiezingen werden gehouden na ontbinding van de Tweede Kamer.
|                  | 9 juni |
| ---------------- | ------ |
| Kiesgerechtigden | 4.297  |
| Opkomst          | 3.533  |
| Geldige stemmen  | 3.511  |
| Blanco stemmen   | 9      |
| Kandidaten       |        |
| J. Zijp          | 1.963  |
| T. Heemskerk     | 1.512  |

## 10 april 1894
De verkiezingen werden gehouden na vervroegde ontbinding van de Tweede Kamer.
|                    | 10 april |
| ------------------ | -------- |
| Kiesgerechtigden   | 4.346    |
| Opkomst            | 3.022    |
| Geldige stemmen    | 2.982    |
| Blanco stemmen     | 33       |
| Kandidaten         |          |
| J. Zijp            | 1.842    |
| H.J.A.M. Schaepman | 923      |
| T. Heemskerk       | 188      |

## 15 juni 1897
De verkiezingen werden gehouden na ontbinding van de Tweede Kamer.
|                  | 15 juni |
| ---------------- | ------- |
| Kiesgerechtigden | 7.766   |
| Opkomst          | 7.114   |
| Geldige stemmen  | 7.049   |
| Blanco stemmen   | 65      |
| Kandidaten       |         |
| J. Zijp          | 3.528   |
| H. Raat          | 2.710   |
| N. Sluis         | 629     |
| P. Nolting       | 98      |
| H. de Boer       | 84      |

## 19 oktober 1897
Jan Zijp, gekozen bij de verkiezingen van 15 juni 1897, overleed op 17 september 1897, nog voordat hij geïnstalleerd kon worden. Om in de ontstane vacature te voorzien werd een naverkiezing gehouden.
|                  | 19 oktober | 26 oktober |
| ---------------- | ---------- | ---------- |
| Kiesgerechtigden | 7.766      | 7.766      |
| Opkomst          | 6.977      | 7.022      |
| Geldige stemmen  | 6.809      | 6.941      |
| Blanco stemmen   | 168        | 81         |
| Kandidaten       |            |            |
| A. Kool          | 2.308      | 3.881      |
| H. Raat          | 2.624      | 3.060      |
| C.V. Gerritsen   | 1.386      |            |
| N. Sluis         | 491        |            |

## 14 juni 1901
De verkiezingen werden gehouden na ontbinding van de Tweede Kamer.
|                  | 14 juni |
| ---------------- | ------- |
| Kiesgerechtigden | 8.005   |
| Opkomst          | 7.447   |
| Geldige stemmen  | 7.345   |
| Blanco stemmen   | 102     |
| Kandidaten       |         |
| N. Sluis         | 3.686   |
| A. Kool          | 3.415   |
| A.H. Gerhard     | 244     |

## 16 juni 1905
De verkiezingen werden gehouden na ontbinding van de Tweede Kamer.
|                     | 16 juni | 28 juni |
| ------------------- | ------- | ------- |
| Kiesgerechtigden    | 9.717   | 9.717   |
| Opkomst             | 9.382   | 9.553   |
| Geldige stemmen     | 9.319   | 9.531   |
| Blanco stemmen      | 63      | 22      |
| Kandidaten          |         |         |
| H. Goeman Borgesius | 4.504   | 4.817   |
| N. Sluis            | 4.582   | 4.714   |
| H. Gorter           | 124     |         |
| A.P. Staalman       | 109     |         |

## 11 juni 1909
De verkiezingen werden gehouden na ontbinding van de Tweede Kamer.
|                     | 11 juni |
| ------------------- | ------- |
| Kiesgerechtigden    | 10.243  |
| Opkomst             | 9.972   |
| Geldige stemmen     | 9.931   |
| Blanco stemmen      | 41      |
| Kandidaten          |         |
| N. Oosterbaan       | 5.074   |
| H. Goeman Borgesius | 4.697   |
| J.G. van Kuykhof    | 157     |

## 17 juni 1913
De verkiezingen werden gehouden na ontbinding van de Tweede Kamer.
|                  | 17 juni |
| ---------------- | ------- |
| Kiesgerechtigden | 10.937  |
| Opkomst          | 10.701  |
| Geldige stemmen  | 10.655  |
| Blanco stemmen   | 46      |
| Kandidaten       |         |
| N. Oosterbaan    | 5.463   |
| F.C.J. Netscher  | 4.701   |
| J.H. Huijbers    | 491     |

## 15 juni 1917
De verkiezingen werden gehouden na ontbinding van de Tweede Kamer.
|                  | 15 juni |
| ---------------- | ------- |
| Kiesgerechtigden | 11.474  |
| Kandidaten       |         |
| N. Oosterbaan    |         |

De zeven in de vorige Tweede Kamer vertegenwoordigde partijen hadden afgesproken in elkaars kiesdistricten geen tegenkandidaten te stellen. Oosterbaan was derhalve de enige kandidaat; hij werd zonder nadere stemming gekozen verklaard.

## 21 augustus 1917
Nicolaas Oosterbaan, gekozen bij de verkiezingen van 15 juni 1917, overleed op 27 juli 1917. Om in de ontstane vacature te voorzien werd een tussentijdse verkiezing gehouden.
|                  | 21 augustus |
| ---------------- | ----------- |
| Kiesgerechtigden | 11.474      |
| Opkomst          | 7.193       |
| Geldige stemmen  | 7.091       |
| Blanco stemmen   | 102         |
| Kandidaten       |             |
| A. Colijn        | 5.206       |
| J. de Veen       | 1.885       |

## Opheffing
De verkiezing van 21 augustus 1917 was de laatste verkiezing voor het kiesdistrict Enkhuizen. In 1918 werd voor verkiezingen voor de Tweede Kamer overgegaan op een systeem van evenredige vertegenwoordiging met kandidatenlijsten van politieke partijen.